# Porotrichum flagelliferum
Porotrichum flagelliferum là một loài rêu trong họ Neckeraceae. Loài này được (Hampe) Mitt. mô tả khoa học đầu tiên năm 1869.